# Muzambinho
Muzambinho este un oraș în Minas Gerais (MG), Brazilia.